# Rossiana montana
Rossiana montana is een schietmot uit de familie Rossianidae. De soort komt voor in het Nearctisch gebied.